# Scogli delle Formiche
Gli scogli delle Formiche formano un gruppo di scogli dell'Italia, in Calabria.